# Nicolas-Jacques Conté
Nicolas-Jacques Conté, född 4 augusti 1755, död 6 december 1805, var en fransk målare, fysiker, kemist, ballongflygare, officer, och uppfann 1795 den moderna blyertspennan genom att blanda grafit och lera till blyertsstift.